# Damernas turnering i volleyboll vid olympiska sommarspelen 2024
Damernas turnering i volleyboll vid olympiska sommarspelen 2024 var den sextonde upplagan av turneringen och spelades 28 juli till 11 augusti i Paris,  Frankrike som del av olympiska sommarspelen 2024. I turneringen deltog tolv landslag. Italien vann turneringen för första gången genom att besegra USA i finalen. Brasilien kom trea.. Paola Egonu utsågs till mest värdefulla spelare.

## Kvalificering
Kvalificerade för turneringen var värdlandet Frankrike, sex lag baserat på att de tillhört de två främsta lagen vid de tre kvalturneringen som fanns samt fem lag baserat på deras plats på FIVB:s världsranking med hänsyn tagen till att alla kontinentförbund skulle representeras..

## Arenor
|                                                                      |  |  |
|                                                                      |  |  |
| Paris Expo Porte de Versailles Stad: Paris Kapacitet: - Öppnad: 1923 |  |  |

## Regelverk

### Format
Tävlingen genomfördes med gruppspel följt av slutspel:
- I gruppspelsrundan delades lagen in i tre grupper om fyra lag. Alla lag mötte alla andra lag i sin grupp en gång. De två främsta lagen i varje grupp samt de två bästa treorna gick vidare till slutspelsrundan.
- Slutspelsrundan genomfördes i cupformat med kvartsfinaler, semifinaler, match om tredjepris och final. Dessa genomfördes alla i form av en direkt avgörande match.[4].

### Metod för att bestämma tabellplacering
Om slutresultatet blev 3-0 eller 3-1 tilldelades 3 poäng till det vinnande laget och 0 till det förlorande laget, om slutresultatet blev 3-2 tilldelades 2 poäng till det vinnande laget och 1 till det förlorande laget.
Lagens position i respektive grupp bestämdes utifrån (i tur och ordning):
- Antal vunna matcher
- Poäng;
- Kvot vunna/förlorade set
- Kvot vunna/förlorade bollpoäng;
- Inbördes möten.

## Deltagande lag
| Lag                     | Turnering                 | Deltog senast       |
| ----------------------- | ------------------------- | ------------------- |
| Brasilien               | 2:a kval (grupp B)        | Tokyo 2020          |
| Kina                    | 6:a FIVB:s världsranking  | Tokyo 2020          |
| Frankrike               | Värdland                  | Debut               |
| Japan                   | 7:a FIVB:s världsranking  | Tokyo 2020          |
| Italien                 | 2:a FIVB:s världsranking  | Tokyo 2020          |
| Kenya                   | 20:e FIVB:s världsranking | Tokyo 2020          |
| Nederländerna           | 8:a FIVB:s världsranking  | Rio de Janeiro 2016 |
| Polen                   | 2:a kval (grupp C)        | Beijing 2008        |
| Dominikanska republiken | 1:a kval (grupp A)        | Tokyo 2020          |
| Serbien                 | 2:a kval (grupp A)        | Tokyo 2020          |
| USA                     | 1:a kval (grupp C)        | Tokyo 2020          |
| Turkiet                 | 1:a kval (grupp B)        | Tokyo 2020          |

## Turneringen

### Gruppspelsrundan
| Grupp A   | Grupp B   | Grupp C                 |
| --------- | --------- | ----------------------- |
| Kina      | Brasilien | Italien                 |
| Frankrike | Japan     | Nederländerna           |
| Serbien   | Kenya     | Dominikanska republiken |
| USA       | Polen     | Turkiet                 |

#### Grupp A

##### Resultat
| 29 juli 2024 Paris Expo Porte de Versailles, Paris Speltid: 2:07 - Åskådare: 9 434   | USA       | 2 - 3 | Kina    | 20-25, 19-25, 25-17, 25-20, 13-15 |
| 29 juli 2024 Paris Expo Porte de Versailles, Paris Speltid: 1:18 - Åskådare: 9 350   | Frankrike | 0 - 3 | Serbien | 17-25, 17-25, 22-25               |
| 31 juli 2024 Paris Expo Porte de Versailles, Paris Speltid: 2:13 - Åskådare: 9 384   | USA       | 3 - 2 | Serbien | 25-17, 25-20, 20-25, 14-25, 17-15 |
| 1 augusti 2024 Paris Expo Porte de Versailles, Paris Speltid: 1:16 - Åskådare: 9 483 | Frankrike | 0 - 3 | Kina    | 18-25, 16-25, 19-25               |
| 4 augusti 2024 Paris Expo Porte de Versailles, Paris Speltid: 1:38 - Åskådare: 9 402 | Frankrike | 0 - 3 | USA     | 27-29, 27-29, 20-25               |
| 4 augusti 2024 Paris Expo Porte de Versailles, Paris Speltid: 1:59 - Åskådare: 9 395 | Kina      | 3 - 1 | Serbien | 21-25, 25-20, 25-22, 29-27        |

##### Sluttabell
| Pos. | Lag       | Pt | G | V | P | VS | FS | Kvot  | VP  | FP  | Kvot  |
| ---- | --------- | -- | - | - | - | -- | -- | ----- | --- | --- | ----- |
| 1.   | Kina      | 8  | 3 | 3 | 0 | 9  | 3  | 3,000 | 277 | 249 | 1,112 |
| 2.   | USA       | 6  | 3 | 2 | 1 | 8  | 5  | 1,600 | 286 | 278 | 1,029 |
| 3.   | Serbien   | 4  | 3 | 1 | 2 | 6  | 6  | 1,000 | 271 | 257 | 1,054 |
| 4.   | Frankrike | 2  | 3 | 0 | 3 | 0  | 9  | 0,000 | 183 | 233 | 0,785 |

      Kvalificerade för kvartsfinal

#### Grupp B

##### Resultat
| 28 juli 2024 Paris Expo Porte de Versailles, Paris Speltid: 1:51 - Åskådare: 9 262   | Polen     | 3 - 1 | Japan | 20-25, 25-22, 25-23, 28-26 |
| 29 juli 2024 Paris Expo Porte de Versailles, Paris Speltid: 1:04 - Åskådare: 9 275   | Brasilien | 3 - 0 | Kenya | 25-14, 25-13, 25-12        |
| 31 juli 2024 Paris Expo Porte de Versailles, Paris Speltid: 1:06 - Åskådare: 9 447   | Polen     | 3 - 0 | Kenya | 25-14, 25-17, 25-15        |
| 1 augusti 2024 Paris Expo Porte de Versailles, Paris Speltid: 1:19 - Åskådare: 9 410 | Brasilien | 3 - 0 | Japan | 25-20, 25-17, 25-18        |
| 3 augusti 2024 Paris Expo Porte de Versailles, Paris Speltid: 1:11 - Åskådare: 9 439 | Japan     | 3 - 0 | Kenya | 25-17, 25-22, 25-12        |
| 4 augusti 2024 Paris Expo Porte de Versailles, Paris Speltid: 1:36 - Åskådare: 9 505 | Brasilien | 3 - 0 | Polen | 25-21, 38-36, 25-14        |

##### Sluttabell
| Pos. | Lag       | Pt | G | V | P | VS | FS | Kvot  | VP  | FP  | Kvot  |
| ---- | --------- | -- | - | - | - | -- | -- | ----- | --- | --- | ----- |
| 1.   | Brasilien | 9  | 3 | 3 | 0 | 9  | 0  | MAX   | 238 | 165 | 1,442 |
| 2.   | Polen     | 6  | 3 | 2 | 1 | 6  | 4  | 1,500 | 244 | 230 | 1,061 |
| 3.   | Japan     | 3  | 3 | 1 | 2 | 4  | 6  | 0,667 | 226 | 224 | 1,009 |
| 4.   | Kenya     | 0  | 3 | 0 | 3 | 0  | 9  | 0,000 | 136 | 225 | 0,604 |

      Kvalificerade för kvartsfinal

#### Grupp C

##### Resultat
| 28 juli 2024 Paris Expo Porte de Versailles, Paris Speltid: 1:52 - Åskådare: 9 368   | Italien       | 3 - 1 | Dominikanska republiken | 25-19, 24-26, 25-21, 25-18        |
| 29 juli 2024 Paris Expo Porte de Versailles, Paris Speltid: 2:26 - Åskådare: 9 471   | Turkiet       | 3 - 2 | Nederländerna           | 19-25, 19-25, 25-22, 25-22, 15-13 |
| 1 augusti 2024 Paris Expo Porte de Versailles, Paris Speltid: 1:44 - Åskådare: 9 465 | Turkiet       | 3 - 1 | Dominikanska republiken | 21-25, 25-18, 25-22, 25-15        |
| 1 augusti 2024 Paris Expo Porte de Versailles, Paris Speltid: 1:29 - Åskådare: 9 400 | Italien       | 3 - 0 | Nederländerna           | 29-27, 25-18, 25-19               |
| 3 augusti 2024 Paris Expo Porte de Versailles, Paris Speltid: 1:59 - Åskådare: 9 433 | Nederländerna | 1 - 3 | Dominikanska republiken | 25-22, 21-25, 17-25, 26-28        |
| 4 augusti 2024 Paris Expo Porte de Versailles, Paris Speltid: 1:14 - Åskådare: 9 384 | Italien       | 3 - 0 | Turkiet                 | 25-14, 25-16, 25-21               |

##### Sluttabell
| Pos. | Lag                     | Pt | G | V | P | VS | FS | Kvot  | VP  | FP  | Kvot  |
| ---- | ----------------------- | -- | - | - | - | -- | -- | ----- | --- | --- | ----- |
| 1.   | Italien                 | 9  | 3 | 3 | 0 | 9  | 1  | 9,000 | 253 | 199 | 1,271 |
| 2.   | Turkiet                 | 5  | 3 | 2 | 1 | 6  | 6  | 1,000 | 250 | 262 | 0,954 |
| 3.   | Dominikanska republiken | 3  | 3 | 1 | 2 | 5  | 7  | 0,714 | 264 | 284 | 0,930 |
| 4.   | Nederländerna           | 1  | 3 | 0 | 3 | 3  | 9  | 0,333 | 260 | 282 | 0,922 |

      Kvalificerade för kvartsfinal

#### Kombinerad sluttabell
| Pos. | Lag                     | Pt | G | V | P | VS | FS | Kvot  | VP  | FP  | Kvot  |
| ---- | ----------------------- | -- | - | - | - | -- | -- | ----- | --- | --- | ----- |
| 1.   | Brasilien               | 9  | 3 | 3 | 0 | 9  | 0  | MAX   | 238 | 165 | 1,442 |
| 2.   | Italien                 | 9  | 3 | 3 | 0 | 9  | 1  | 9,000 | 253 | 199 | 1,271 |
| 3.   | Kina                    | 8  | 3 | 3 | 0 | 9  | 3  | 3,000 | 277 | 249 | 1,112 |
|      |                         |    |   |   |   |    |    |       |     |     |       |
| 4.   | USA                     | 6  | 3 | 2 | 1 | 8  | 5  | 1,600 | 286 | 278 | 1,029 |
| 5.   | Polen                   | 6  | 3 | 2 | 1 | 6  | 4  | 1,500 | 244 | 230 | 1,061 |
| 6.   | Turkiet                 | 5  | 3 | 2 | 1 | 6  | 6  | 1,000 | 250 | 262 | 0,954 |
|      |                         |    |   |   |   |    |    |       |     |     |       |
| 7.   | Serbien                 | 4  | 3 | 1 | 2 | 6  | 6  | 1,000 | 271 | 257 | 1,054 |
| 8.   | Dominikanska republiken | 3  | 3 | 1 | 2 | 5  | 7  | 0,714 | 264 | 284 | 0,930 |
| 9.   | Japan                   | 3  | 3 | 1 | 2 | 4  | 6  | 0,667 | 226 | 224 | 1,009 |
|      |                         |    |   |   |   |    |    |       |     |     |       |
| 10.  | Nederländerna           | 1  | 3 | 0 | 3 | 3  | 9  | 0,333 | 260 | 282 | 0,922 |
| 11.  | Frankrike               | 2  | 3 | 0 | 3 | 0  | 9  | 0,000 | 183 | 233 | 0,785 |
| 12.  | Kenya                   | 0  | 3 | 0 | 3 | 0  | 9  | 0,000 | 136 | 225 | 0,604 |

      Kvalificerade för kvartsfinal

### Slutspelsrundan
|  | Kvartsfinaler | Kvartsfinaler           | Kvartsfinaler |         |   | Semifinaler | Semifinaler | Semifinaler |   |                     | Final               | Final               | Final |  |
|  |               |                         |               |         |   |             |             |             |   |                     |                     |                     |       |  |
|  | 1             | Brasilien               | 3             |         |   |             |             |             |   |                     |                     |                     |       |  |
|  | 1             | Brasilien               | 3             |         |   |             |             |             |   |                     |                     |                     |       |  |
|  | 8             | Dominikanska republiken | 0             |         |   |             |             |             |   |                     |                     |                     |       |  |
|  | 8             | Dominikanska republiken | 0             |         | 1 | Brasilien   | 2           |             |   |                     |                     |                     |       |  |
|  |               |                         |               |         | 1 | Brasilien   | 2           |             |   |                     |                     |                     |       |  |
|  |               |                         | 4             | USA     | 3 |             |             |             |   |                     |                     |                     |       |  |
|  | 4             | USA                     | 4             | USA     | 3 | 3           |             |             |   |                     |                     |                     |       |  |
|  | 4             | USA                     |               |         |   |             |             |             |   |                     |                     |                     |       |  |
|  | 5             | Polen                   | 0             |         |   |             |             |             |   |                     |                     |                     |       |  |
|  | 5             | Polen                   | 0             |         | 4 | USA         | 0           |             |   |                     |                     |                     |       |  |
|  |               |                         |               |         |   |             |             |             |   |                     |                     |                     |       |  |
|  |               |                         | 2             | Italien | 3 |             |             |             |   |                     |                     |                     |       |  |
|  | 3             | Kina                    | 2             | Italien | 3 | 2           |             |             |   |                     |                     |                     |       |  |
|  | 3             | Kina                    |               |         |   | 2           |             |             |   |                     |                     |                     |       |  |
|  | 6             | Turkiet                 | 3             |         |   |             |             |             |   |                     |                     |                     |       |  |
|  | 6             | Turkiet                 | 3             |         | 6 | Turkiet     | 0           |             |   | Match om tredjepris | Match om tredjepris | Match om tredjepris |       |  |
|  |               |                         |               |         | 6 | Turkiet     | 0           |             |   |                     |                     |                     |       |  |
|  |               |                         | 2             | Italien | 3 |             |             |             |   |                     |                     |                     |       |  |
|  | 2             | Italien                 | 2             | Italien | 3 | 3           |             |             | 1 | Brasilien           | 3                   |                     |       |  |
|  | 2             | Italien                 |               |         |   |             |             |             | 1 | Brasilien           | 3                   |                     |       |  |
|  | 7             | Serbien                 | 0             |         |   | 6           | Turkiet     | 1           |   |                     |                     |                     |       |  |

#### Kvartsfinaler
| 6 augusti 2024 Paris Expo Porte de Versailles, Paris Speltid: 2:23 - Åskådare: 9 271 | Kina      | 2 - 3 | Turkiet                 | 25-23, 21-25, 24-26, 25-21, 12-15 |
| 6 augusti 2024 Paris Expo Porte de Versailles, Paris Speltid: 1:13 - Åskådare: 9 315 | Brasilien | 3 - 0 | Dominikanska republiken | 25-22, 25-13, 25-17               |
| 6 augusti 2024 Paris Expo Porte de Versailles, Paris Speltid: 1:22 - Åskådare: 9 244 | USA       | 3 - 0 | Polen                   | 25-22, 25-14, 25-20               |
| 6 augusti 2024 Paris Expo Porte de Versailles, Paris Speltid: 1:24 - Åskådare: 9 253 | Italien   | 3 - 0 | Serbien                 | 26-24, 25-20, 25-20               |

#### Semifinaler
| 8 augusti 2024 Paris Expo Porte de Versailles, Paris Speltid: 2:11 - Åskådare: 9 253 | Brasilien | 2 - 3 | USA     | 23-25, 25-18, 15-25, 25-23, 11-15 |
| 8 augusti 2024 Paris Expo Porte de Versailles, Paris Speltid: 1:29 - Åskådare: 9 309 | Turkiet   | 0 - 3 | Italien | 22-25, 19-25, 22-25               |

#### Match om tredjepris
| 10 augusti 2024 Paris Expo Porte de Versailles, Paris Speltid: 1:53 - Åskådare: 9 151 | Brasilien | 3 - 1 | Turkiet | 25-21, 27-25, 22-25, 25-15 |

#### Final
| 11 augusti 2024 Paris Expo Porte de Versailles, Paris Speltid: 1:12 - Åskådare: 9 340 | USA | 0 - 3 | Italien | 18-25, 20-25, 17-25 |

## Slutplaceringar
| Pos | Lag                     |
| --- | ----------------------- |
|     | Italien                 |
|     | USA                     |
|     | Brasilien               |
| 4.  | Turkiet                 |
| 5.  | Kina                    |
| 6.  | Polen                   |
| 7.  | Serbien                 |
| 8.  | Dominikanska republiken |
| 9.  | Japan                   |
| 10. | Nederländerna           |
| 11. | Frankrike               |
| 12. | Kenya                   |

## Individuella utmärkelser
| Utmärkelse              | Namn               | Lag       |
| ----------------------- | ------------------ | --------- |
| Mest värdefulla spelare | Paola Egonu        | Italien   |
| Bästa passare           | Alessia Orro       | Italien   |
| Bästa högerspiker       | Paola Egonu        | Italien   |
| Bästa vänsterspiker     | Myriam Sylla       | Italien   |
| Bästa vänsterspiker     | Gabriela Guimarães | Brasilien |
| Bästa center            | Chiaka Ogbogu      | USA       |
| Bästa center            | Anna Danesi        | Italien   |
| Bästa libero            | Monica de Gennaro  | Italien   |